# Costa Rica en la Copa Mundial de Fútbol de 1990
Costa Rica fue uno de los 24 países participantes de la Copa Mundial de Fútbol de 1990 realizada en Italia.
Los centroamericanos lograron clasificarse por primera vez a una Copa Mundial de Fútbol. Integrando el Grupo C, los costarricenses debieron enfrentarse a Brasil, Escocia y Suecia. Empezaron el torneo derrotando a los escoceses por 1:0, luego perdieron 0:1 ante el seleccionado brasileño.
En el encuentro final de la primera fase, los centroamericanos lograron revertir el partido ante los suecos y lograron la clasificación a segunda fase, donde fueron eliminados por Checoslovaquia por 1:4.

## Clasificación

### Primera ronda
| 17 de julio de 1988 | Costa Rica | 1:1 (1:1) | Panamá       | Estadio Alejandro Morera Soto, Alajuela                      |                                                              |
|                     | Jara 26'   |           | Mendieta 17' | Asistencia: 14 694 espectadores Árbitro(s): Rafael Rodríguez | Asistencia: 14 694 espectadores Árbitro(s): Rafael Rodríguez |

| 31 de julio de 1988 | Panamá | 0:2 (0:1) | Costa Rica               | Estadio Revolución, Ciudad de Panamá                        |                                                             |
|                     |        |           | Cayasso 1' · Medford 71' | Asistencia: 25 000 espectadores Árbitro(s): Charles Branche | Asistencia: 25 000 espectadores Árbitro(s): Charles Branche |

### Segunda ronda
|                                                                                 | Costa Rica | w/o | México |  |  |
| México fue descalificado de la eliminatoria por el escándalo de Los cachirules. |            |     |        |  |  |

### Ronda final: Campeonato de Naciones de la Concacaf de 1989
La ronda final de las eliminatorias sirvió de marco al X Campeonato Concacaf de Naciones de 1989 del 19 de marzo al 26 de noviembre de 1989. El campeón del pentagonal era declarado campeón de Concacaf y se clasificaba automáticamente al Mundial de 1990.
| Equipo            | Pts | PJ | PG | PE | PP | GF | GC | Dif |
| ----------------- | --- | -- | -- | -- | -- | -- | -- | --- |
| Costa Rica        | 11  | 8  | 5  | 1  | 2  | 10 | 6  | 4   |
| Estados Unidos    | 11  | 8  | 4  | 3  | 1  | 6  | 3  | 3   |
| Trinidad y Tobago | 9   | 8  | 3  | 3  | 2  | 7  | 5  | 2   |
| Guatemala         | 3   | 6  | 1  | 1  | 4  | 4  | 7  | -3  |
| El Salvador       | 2   | 6  | 0  | 2  | 4  | 2  | 8  | -6  |

| 19 de marzo de 1989 | Guatemala         | 1:0 (1:0) | Costa Rica | Estadio Mateo Flores, Ciudad de Guatemala                       |                                                                 |
|                     | Chacón 39' (pen.) |           |            | Asistencia: 32 093 espectadores Árbitro(s): Antonio Evangelista | Asistencia: 32 093 espectadores Árbitro(s): Antonio Evangelista |

| 2 de abril de 1989 | Costa Rica                   | 2:1 (1:0) | Guatemala | Estadio Nacional, San José                               |                                                          |
|                    | R. Flores 42' · Coronado 78' |           | Rodas 51' | Asistencia: 25 003 espectadores Árbitro(s): John Meachin | Asistencia: 25 003 espectadores Árbitro(s): John Meachin |

| 16 de abril de 1989 | Costa Rica | 1:0 (1:0) | Estados Unidos | Estadio Nacional, San José                                     |                                                                |
|                     | Rhoden 14' |           |                | Asistencia: 26 271 espectadores Árbitro(s): José Antonio Garza | Asistencia: 26 271 espectadores Árbitro(s): José Antonio Garza |

| 30 de abril de 1989 | Estados Unidos | 1:0 (0:0) | Costa Rica | St. Louis Soccer Park, Fenton                               |                                                             |
|                     | Ramos 72'      |           |            | Asistencia: 8 500 espectadores Árbitro(s): Rodolfo Martínez | Asistencia: 8 500 espectadores Árbitro(s): Rodolfo Martínez |

| 28 de mayo de 1989 | Trinidad y Tobago | 1:1 (1:0) | Costa Rica   | Queen's Park Oval, Puerto España                            |                                                             |
|                    | Jones 13'         |           | Coronado 69' | Asistencia: 26 000 espectadores Árbitro(s): Edgardo Codesal | Asistencia: 26 000 espectadores Árbitro(s): Edgardo Codesal |

| 11 de junio de 1989 | Costa Rica | 1:0 (1:0) | Trinidad y Tobago | Estadio Nacional, San José                                     |                                                                |
|                     | Cayasso 2' |           |                   | Asistencia: 18 282 espectadores Árbitro(s): José Torres Cadena | Asistencia: 18 282 espectadores Árbitro(s): José Torres Cadena |

| 25 de junio de 1989 | El Salvador               | 2:4 (1:1) | Costa Rica                                     | Estadio Cuscatlán, San Salvador                           |                                                           |
|                     | Rodríguez 24' · Rivas 63' |           | Cayasso 16' · Hidalgo 46' · L. Flores 51', 75' | Asistencia: 40 000 espectadores Árbitro(s): Arturo Brizio | Asistencia: 40 000 espectadores Árbitro(s): Arturo Brizio |

| 16 de julio de 1989 | Costa Rica    | 1:0 (0:0) | El Salvador | Estadio Nacional, San José                                       |                                                                  |
|                     | Fernández 55' |           |             | Asistencia: 26 473 espectadores Árbitro(s): Jorge Orellana Vimos | Asistencia: 26 473 espectadores Árbitro(s): Jorge Orellana Vimos |

| Bandera de Costa Rica | Bandera de Estados Unidos |
| Costa Rica            | Estados Unidos            |
| Campeón 3.° título    | Segundo puesto            |

## Uniformes
| Vs Escocia | Vs Checoslovaquia | Alternativo |

## Jugadores
Datos corresponden a situación previo al inicio del torneo
| #  | Prov | Nombre              | Posición       | Fecha Nacimiento   | Club        |
| -- | ---- | ------------------- | -------------- | ------------------ | ----------- |
| 1  |      | Luis Gabelo Conejo  | Portero        | 01-Ene-1960        | Ramonense   |
| 2  |      | Vladimir Quesada    | Defensa        | 12 de mayo de 1966 | Saprissa    |
| 3  |      | Róger Flores        | Defensa        | 26 de mayo de 1959 | Saprissa    |
| 4  |      | Ronald González     | Defensa        | 08-Ago-1970        | Saprissa    |
| 5  |      | Marvin Obando       | Defensa        | 04-Abr-1960        | Herediano   |
| 6  |      | José Chaves         | Centrocampista | 03-Sep-1958        | Alajuelense |
| 7  |      | Hernán Medford      | Delantero      | 23 de mayo de 1968 | Saprissa    |
| 8  |      | Germán Chavarría    | Centrocampista | 19-Mar-1958        | Herediano   |
| 9  |      | Alexandre Guimaraes | Centrocampista | 07-Nov-1959        | Saprissa    |
| 10 |      | Oscar Ramírez       | Centrocampista | 08-Dec-1964        | Alajuelense |
| 11 |      | Claudio Jara        | Delantero      | 6 de mayo de 1959  | Herediano   |
| 12 |      | Róger Gómez         | Centrocampista | 07-Feb-1965        | Cartaginés  |
| 13 |      | Miguel Davis        | Centrocampista | 18-Jun-1966        | Alajuelense |
| 14 |      | Juan Cayasso        | Delantero      | 24-Jun-1961        | Saprissa    |
| 15 |      | Ronald Marín        | Defensa        | 02-Nov-1962        | Herediano   |
| 16 |      | José Jaikel         | Delantero      | 03-Abr-1966        | Saprissa    |
| 17 |      | Roy Myers           | Delantero      | 13-Abr-1969        | Limonense   |
| 18 |      | Geovanny Jara       | Defensa        | 20-Jul-1969        | Herediano   |
| 19 |      | Héctor Marchena     | Centrocampista | 04-Ene-1965        | Cartaginés  |
| 20 |      | Mauricio Montero    | Defensa        | 19-Oct-1963        | Alajuelense |
| 21 |      | Hermidio Barrantes  | Portero        | 02-Sep-1964        | Puntarenas  |
| 22 |      | Miguel Segura       | Portero        | 02-Sep-1963        | Saprissa    |
| DT |      | Bora Milutinović    |                |                    |             |

## Participación

### Primera fase - Grupo C
| Equipo     | Pts | PT | G | E | P | GF | GC | DG |
| ---------- | --- | -- | - | - | - | -- | -- | -- |
| Brasil     | 6   | 3  | 3 | 0 | 0 | 4  | 1  | 3  |
| Costa Rica | 4   | 3  | 2 | 0 | 1 | 3  | 2  | 1  |
| Escocia    | 2   | 3  | 1 | 0 | 2 | 2  | 3  | -1 |
| Suecia     | 0   | 3  | 0 | 0 | 3 | 3  | 6  | -3 |

| 11 de junio de 1990, 17:00 | Costa Rica  | 1:0 (0:0) | Escocia | Stadio Luigi Ferraris, Génova                                   |                                                                 |
|                            | Cayasso 49' | Reporte   |         | Asistencia: 30.867 espectadores Árbitro(s): Juan Carlos Loustau | Asistencia: 30.867 espectadores Árbitro(s): Juan Carlos Loustau |

| 16 de junio de 1990, 17:00 | Brasil     | 1:0 (1:0) | Costa Rica | Stadio delle Alpi, Turín                                |                                                         |
|                            | Müller 33' | Reporte   |            | Asistencia: 58.007 espectadores Árbitro(s): Neji Jouini | Asistencia: 58.007 espectadores Árbitro(s): Neji Jouini |

| 20 de junio de 1990, 21:00 | Costa Rica               | 2:1 (0:1) | Suecia      | Stadio Luigi Ferraris, Génova                              |                                                            |
|                            | Flores 75' · Medford 87' | Reporte   | Ekström 32' | Asistencia: 30.233 espectadores Árbitro(s): Zoran Petrović | Asistencia: 30.233 espectadores Árbitro(s): Zoran Petrović |

### Octavos de final
| 23 de junio de 1990, 21:00 | Checoslovaquia                     | 4:1 (1:0) | Costa Rica   | Stadio San Nicola, Bari                                        |                                                                |
|                            | Skuhravý 12', 63', 82' · Kubík 76' | Reporte   | González 55' | Asistencia: 47.673 espectadores Árbitro(s): Siegfried Kirschen | Asistencia: 47.673 espectadores Árbitro(s): Siegfried Kirschen |

## Estadísticas
| Equipo | Equipo     | Pts | PJ | PG | PE | PP | GF | GC | Dif | Rend  |
| ------ | ---------- | --- | -- | -- | -- | -- | -- | -- | --- | ----- |
| 12     | Rumania    | 4   | 4  | 1  | 2  | 1  | 4  | 3  | 1   | 50,0% |
| 13     | Costa Rica | 4   | 4  | 2  | 0  | 2  | 4  | 6  | -2  | 50,0% |
| 14     | Colombia   | 3   | 4  | 1  | 1  | 2  | 4  | 4  | 0   | 37,5% |

### Goleadores
| Jugador         | Anotado |
| --------------- | ------- |
| Juan Cayasso    | 1       |
| Róger Flores    | 1       |
| Hernán Medford  | 1       |
| Ronald González | 1       |